# 大和川
大和川（日语：／ Yamatogawa */?）是一條流經奈良縣及大阪府，注入大阪灣的一條一級水系干流。發源于奈良縣櫻井市東北部，貝平山（日语：／ Kaigahirayama */?、標高822m）附近。在上游被叫做初瀨川。隨后向西流淌，在大阪市與堺市交界處流入大阪灣。

## 流域自治體
奈良縣
櫻井市、磯城郡田原本町、天理市、生駒郡安堵町、大和郡山市、磯城郡川西町、北葛城郡河合町、生駒郡斑鳩町、北葛城郡王寺町、生駒郡三鄉町
大阪府
柏原市、藤井寺市、八尾市、松原市、堺市（堺區、北區）、大阪市（平野區、東住吉區、住吉區、住之江區）

## 關連項目
- 中甚兵衛
- 黑田庵戶宮

## 外部連結
- 大和川河川事務所（国土交通省近畿地方整備局）